# امیرآباد چم گز
امیرآباد چم گز، روستایی از توابع بخش دوره چگنی شهرستان دوره در استان لرستان ایران است.

## جمعیت
این روستا در دهستان تشکن قرار دارد و براساس سرشماری مرکز آمار ایران در سال ۱۳۸۵، جمعیت آن ۴۵۸ نفر (۹۹خانوار) بوده‌است.